# Barbara Nelidova
Varvara Arkadyevna Nelidova eller Barbara Nelidova, född 1814, död 1897, var en rysk hovdam. Hon är känd för sitt förhållande med tsar Nikolaj I av Ryssland, som varade från 1832 till dennes död 1855. 
Hon var dotter till adelsmannen Arkady Nelidov och brorsdotter till Jekaterina Nelidova, som varit mätress åt Nikolajs far Paul I av Ryssland. Hon var hovdam hos Rysslands kejsarinna Alexandra Feodorovna. Hennes förhållande med Nikolaj antas ha ingåtts år 1832, när Alexandra av sina läkare förbjöds könsumgänge, eftersom en graviditet skulle skada hennes hälsa. År 1842 observerades hur mycket uppmärksamhet hon ägnades tsaren vid hovbalerna och deras relation var då allmänt känd, men den var trots detta officiellt sett okänd, och hon var aldrig offentlig mätress. Eftersom förhållandet inte var officiellt, trots att det var allmän vetskap, blev det föremål för många spekulationer. 
Det är inte känt om det resulterade i barn, men det finns spekulationer om att det gjorde det. Hon beskrivs som vacker, ödmjuk, taktfull och anspråkslös. Efter tsarens död 1855 bad hon om tillstånd att avsluta sin tjänst som hovdam, men det förnekades henne. Hennes fortsatta uppgifter begränsades dock till att fungera som Alexandras lektris, då hon läste högt för denna efter middagen varje dag.